# Michelle Goodman
Michelle Jayne Goodman DFC (nascida em 22 de novembro de 1976) é uma oficial Tenente de Voo aposentada da Força Aérea Real britânica. Ela foi a primeira mulher a receber a Cruz de Voo Distinto (DFC) pelas suas acções enquanto servia no Iraque, e a primeira oficial mulher a receber qualquer medalha de galantaria de combate britânica.

## Início de vida
Goodman nasceu em 22 de novembro de 1976 em Bristol, Inglaterra. Ela passou a sua infância lá, frequentando a Gracefield Preparatory School e a Bristol Grammar School, uma escola independente na cidade. Ela mais tarde viria a estudar Engenharia Aeroespacial na Universidade de Manchester. Formou-se com honras de segunda classe na sua graduação de quatro anos.

## Serviço militar
Goodman ingressou na RAF em 2000 e, após o treino inicial de oficial no Royal Air Force College Cranwell, ela foi nomeada para uma comissão permanente como oficial piloto em 8 de agosto de 2000. Ela então treinou como piloto de helicóptero na RAF Shawbury em Shropshire. Ela foi promovida a oficial de voo em 28 de novembro de 2000 (com antiguidade a partir de 28 de maio de 1998) e tenente de voo em 28 de novembro de 2001.  Ela juntou-se ao Esquadrão N.º 28 da RAF, parte da Merlin Force, na RAF Benson em 2004, transferindo-se para o Esquadrão N.º 78 da RAF, também baseado em Benson, quando o esquadrão foi reformado em 2007. Ela completou três destacamentos ao Iraque.
Ela era capitão de uma Equipa de Reacção de Incidentes Merlin, quando, no dia 1 de Junho de 2007, ela voou para Baçorá durante a noite usando visão nocturna e sob fogo pesado para evacuar um ferido grave, o jovem de 20 anos Stephen Vause do 4º Batalhão The Rifles (a quem tinham sido dados 15 minutos de vida após um ataque de morteiro). O seu DFC foi publicado em 7 de março de 2008, sendo a primeira mulher a receber esta condecoração. Em dezembro de 2009, Goodman treinou com a RAF em preparação para a guerra no Afeganistão.
Em 11 de maio de 2012, ela aposentou-se da Real Força Aérea.